# Enschedese Boys in het seizoen 1957/58
Het seizoen 1957/1958 was het vierde jaar in het bestaan van de Enschedese betaaldvoetbalclub Enschedese Boys. De club kwam uit in de Tweede divisie B en eindigde daarin op de tweede plaats. In het toernooi om de KNVB beker bereikte de club de derde ronde.

## Wedstrijdstatistieken

### Tweede divisie B
|       | Be Quick | Go Ahead | Heerenveen | Heracles | N.E.C. | Oldenzaal | Oosterparkers | PEC   | Rheden | Tubantia | Veendam | Velocitas | Zwartemeer | Zwolsche Boys |
| ----- | -------- | -------- | ---------- | -------- | ------ | --------- | ------------- | ----- | ------ | -------- | ------- | --------- | ---------- | ------------- |
| Thuis | 8 – 0    | 1 – 1    | 0 – 1      | 3 – 0    | 4 – 3  | 2 – 1     | 1 – 0         | 5 – 0 | 3 – 0  | 0 – 2    | 1 – 0   | 3 – 1     | 4 – 1      | 3 – 1         |
| Uit   | 0 – 4    | 1 – 1    | 0 – 4      | 4 – 1    | 2 – 1  | 0 – 2     | 2 – 3         | 3 – 1 | 0 – 5  | 0 – 5    | 2 – 3   | 1 – 2     | 1 – 1      | 0 – 3         |

### KNVB Beker
| Voorronde                                                 | VSV                                         | 2 – 3 (0 – 2) | Enschedese Boys                                |
| 1 september 1957 Plaats: IJmuiden Sportpark Schoonenberg  | Rinus Spaans –' (pen.) Jaap Pelser 80'      |               | 20' Gerrit Nijsink Edy Groothuis Jan Verhoeven |
| 1e ronde                                                  | Enschedese Boys                             | 4 – 2         | VVO                                            |
| 5 januari 1958 Plaats: Enschede Heekpark                  | Jan Verhoeven 10', –', 75' Pierre Kerkhoffs |               | Van Asperen Gerrits                            |
| 2e ronde                                                  | Stadskanaal                                 | 0 – 1 (0 – 0) | Enschedese Boys                                |
| 23 maart 1958 Plaats: Stadskanaal Het Pagedal             |                                             |               | 88' Henk Leusink                               |
| 3e ronde                                                  | Wageningen                                  | 5 – 2         | Enschedese Boys                                |
| 24 mei 1958 Plaats: Wageningen Stadion de Wageningse Berg | Onbekend                                    |               | Onbekend                                       |

## Statistieken Enschedese Boys 1957/1958

### Eindstand Enschedese Boys in de Nederlandse Tweede divisie B 1957 / 1958
| Stand | Gespeeld | Gewonnen | Gelijk | Verloren | Punten | Doelpunten voor | Doelpunten tegen |
| ----- | -------- | -------- | ------ | -------- | ------ | --------------- | ---------------- |
| 2e    | 28       | 20       | 3      | 5        | 43     | 73              | 27               |

### Topscorers
| #                | Naam                     | Goal |
| ---------------- | ------------------------ | ---- |
| 1.               | Pierre Kerkhoffs         | 20   |
| 1.               | Gerrit Nijsink           | 20   |
| 3.               | Koen Weijdijk            | 11   |
| 4.               | Jan Verhoeven            | 5    |
| 5.               | Karl Schnitzler          | 4    |
| 6.               | Theo Albers              | 3    |
| 6.               | Jenne Smit               | 3    |
| 8.               | Theo Kalter              | 1    |
| 8.               | Hans Luiten              | 1    |
| 8.               | Hein Talman              | 1    |
| Eigen doelpunten |                          |      |
| –                | Joop Jansen (Zwartemeer) | 1    |
| –                | Klep Kuipers (Be Quick)  | 1    |
| –                | Max Rosies (Veendam)     | 1    |
| –                | Eddy Vermeer (Oldenzaal) | 1    |
| Totaal           | Totaal                   | 73   |

| #        | Naam                        | Goal |
| -------- | --------------------------- | ---- |
| 1.       | Jan Verhoeven               | 4    |
| 2.       | Edy Groothuis               | 1    |
| 2.       | Pierre Kerkhoffs            | 1    |
| 2.       | Henk Leusink                | 1    |
| 2.       | Gerrit Nijsink              | 1    |
| Onbekend |                             |      |
| –        | Onbekend (Tegen Wageningen) | 2    |
| Totaal   | Totaal                      | 10   |

### Punten per speelronde
| Speelronde | 1 | 2 | 3 | 4 | 5 | 6 | 7 | 8 | 9 | 10 | 11 | 12 | 13 | 14 | 15 | 16 | 17 | 18 | 19 | 20 | 21 | 22 | 23 | 24 | 25 | 26 | 27 | 28 |
| ---------- | - | - | - | - | - | - | - | - | - | -- | -- | -- | -- | -- | -- | -- | -- | -- | -- | -- | -- | -- | -- | -- | -- | -- | -- | -- |
| Punten     | 2 | 0 | 0 | 2 | 2 | 1 | 2 | 2 | 2 | 2  | 0  | 0  | 2  | 0  | 2  | 2  | 2  | 1  | 2  | 1  | 2  | 2  | 2  | 2  | 2  | 2  | 2  | 2  |

### Punten na speelronde
| Speelronde | 1 | 2 | 3 | 4 | 5 | 6 | 7 | 8  | 9  | 10 | 11 | 12 | 13 | 14 | 15 | 16 | 17 | 18 | 19 | 20 | 21 | 22 | 23 | 24 | 25 | 26 | 27 | 28 |
| ---------- | - | - | - | - | - | - | - | -- | -- | -- | -- | -- | -- | -- | -- | -- | -- | -- | -- | -- | -- | -- | -- | -- | -- | -- | -- | -- |
| Punten     | 2 | 2 | 2 | 4 | 6 | 7 | 9 | 11 | 13 | 15 | 15 | 15 | 17 | 17 | 19 | 21 | 23 | 24 | 26 | 27 | 29 | 31 | 33 | 35 | 37 | 39 | 41 | 43 |

### Doelpunten per speelronde
| Speelronde | 1 | 2 | 3 | 4 | 5 | 6 | 7 | 8 | 9 | 10 | 11 | 12 | 13 | 14 | 15 | 16 | 17 | 18 | 19 | 20 | 21 | 22 | 23 | 24 | 25 | 26 | 27 | 28 | Totaal |
| ---------- | - | - | - | - | - | - | - | - | - | -- | -- | -- | -- | -- | -- | -- | -- | -- | -- | -- | -- | -- | -- | -- | -- | -- | -- | -- | ------ |
| Doelpunten | 1 | 0 | 1 | 4 | 5 | 1 | 3 | 3 | 4 | 3  | 1  | 0  | 2  | 0  | 3  | 3  | 5  | 1  | 3  | 1  | 1  | 2  | 8  | 3  | 4  | 5  | 2  | 4  | 73     |